# Oskar Lafontaine
Oskar Lafontaine (ur. 16 września 1943 w Saarlouis) – niemiecki polityk, w latach 1985–1998 premier Saary, w latach 1998–1999 minister finansów w rządzie federalnym, w latach 1995–1999 przewodniczący Socjaldemokratycznej Partii Niemiec (SPD), założyciel i w latach 2007–2010 współprzewodniczący Die Linke, deputowany do Bundestagu.

## Życiorys
W 1962 uzyskał maturę w Prüm. Następnie do 1969 studiował fizykę na Uniwersytecie w Bonn oraz Uniwersytecie Kraju Saary, Do 1974 pracował w przedsiębiorstwie transportowym VVS w Saarbrücken, od 1971 jako członek zarządu.
W 1966 wstąpił do Socjaldemokratycznej Partii Niemiec. Stopniowo awansował w partyjnych strukturach, od 1977 do 1996 przewodniczył SPD w Saarze, w 1994 dołączył do partyjnego prezydium. W 1974 został członkiem władz miejskich w Saarbrücken, w latach 1976–1985 sprawował urząd burmistrza. W latach 1970–1975 i 1985–1998 zasiadał w landtagu Saary. W 1985 objął urząd premiera Saary, który sprawował nieprzerwanie do 1998. W kadencji 1992–1993 był przewodniczącym Bundesratu.
W 1990 był kandydatem SPD na kanclerza. 25 kwietnia tegoż roku podczas spotkania przedwyborczego w Kolonii został ciężko zraniony nożem w tętnicę przez chorą psychicznie kobietę. SPD przegrała wówczas wybory, a Oskar Lafontaine odmówił objęcia mandatu poselskiego. Do Bundestagu został ponownie wybrany w 1994 (w tym samym roku złożył jednak mandat, pozostając na czele władz Saary) i w 1998. W 1995 zastąpił Rudolfa Scharpinga na czele federalnych struktur Socjaldemokratycznej Partii Niemiec.
W październiku 1998 objął urząd ministra finansów w pierwszym rządzie Gerharda Schrödera. Ustąpił z tej funkcji w marcu 1999, krytykując politykę gabinetu i kanclerza. Zrezygnował też wówczas z zasiadania w parlamencie i ze stanowisk partyjnych.
W 2005 ostatecznie wystąpił z SPD, dołączył następnie do lewicowego ugrupowania Alternatywa Wyborcza – Praca i Sprawiedliwość Społeczna (WASG). W tym samym roku z jej ramienia (w ramach koalicji z postkomunistami z Die Linkspartei.PDS) został ponownie wybrany do Bundestagu. Mandat poselski odnowił w 2009 i wykonywał do 2010. Obie partie stworzyły w 2007 nową niemiecką lewicową partię Die Linke, Oskar Lafontaine i Lothar Bisky od czerwca 2007 do maja 2010 pełnili funkcję jej współprzewodniczących. W 2009 powrócił do landtagu Saary, reelekcję uzyskując w 2012 i 2017. W 2022 zrezygnował z członkostwa w Die Linke.

## Życie prywatne
Czterokrotnie żonaty. Od 2011 związany z należącą do liderów Die Linke Sahrą Wagenknecht, która w 2014 została jego czwartą żoną.